# Katie Lowes
Katie Quinn Lowes (ur. 22 września 1982 w Queens w Nowym Jorku) – amerykańska aktorka i reżyserka teatralna. Najbardziej znana z roli Quinn Perkins w serialu ABC Skandal.

## Życiorys
Lowes urodziła się w Queens w Nowym Jorku. Ukończyła studia na Uniwersytecie Tisch School of the Arts w Nowym Jorku na wydziale aktorstwa, a później zagrała w spektaklu Four Saints in Mexico. W 2004 roku Lowes dostała swoją pierwszą rolę w serialu wyprodukowanym przez stację FX pt. Wołanie o pomoc. Później Lowes grała gościnnie w wielu serialach, np. Rodzina Soprano, Bez śladu, Agenci NCIS, Zaklinacz dusz, Castle, Uczciwy przekręt czy Podkomisarz Brenda Johnson. W 2008 roku zagrała obok Laurie Metcalf w komediodramacie Easy Money produkcji The CW. Zagrała także w kilku niskobudżetowych filmach, tj. The Job, Bear czy Café.
Lowes jest najbardziej znana z roli Quinn Perkins (wcześniej Lindsay Dwyer) w serialu dramatycznym stworzonym przez Shondę Rhimes produkcji ABC pt. Skandal. Miała także gościnne występy w Chirurgach i Prywatnej praktyce.